# Rozalén del Monte
Rozalén del Monte – gmina w Hiszpanii, w prowincji Cuenca, w Kastylii-La Mancha, o powierzchni 30,63 km². W 2011 roku gmina liczyła 78 mieszkańców.